# Golfpokal 2007
Die 18. Ausgabe des Golfpokals (arabisch كاس ألخليج 18, englisch: Gulf Cup of Nations) fand vom 17. bis zum 30. Januar 2007 in Abu Dhabi, der Hauptstadt der Vereinigten Arabischen Emirate statt. Die Fußball-Nationalmannschaften der sieben arabischen Anrainerstaaten des persischen Golfs sowie der Jemen spielten hierbei um den seit 1970 ausgetragenen Wettbewerb. Gastgeber Vereinigte Arabische Emirate gewann das Turnier durch einen 1:0-Sieg gegen den Oman.
Die Vereinigten Arabischen Emirate richteten dieses Turnier nach 1982 und 1994 zum dritten Mal aus. Zum ersten Mal gab es kein Spiel um den dritten Platz.

## Bedeutung
Jede teilnehmende Mannschaft erhielt eine Startprämie von 300.000 Dirham (umgerechnet: 80.000 €).
Live wurden alle 16 Spiele von Al Jazeera Sport, Dubai Sport, Abu Dhabi Sport und ART übertragen. In Europa wurden die Spiele nicht gezeigt. Die Sendeanstalten der einzelnen Teilnehmerstaaten strahlten jeweils die Spiele ihrer Nationalmannschaft aus.
Das Gesamtbudget des Turniers lag bei 60 Millionen Dirhem, davon entfielen 35 Mio. Dirhem für die Eröffnungsfeier.
Die Eintrittskarten wurden kostenlos bereitgestellt, dies geschah auf Wunsch des emiratischen Scheichs Chalifa bin Zayid Al Nahyan.

## Austragungsorte
Insgesamt wurde das Turnier in vier Stadien von Abu Dhabi ausgetragen, das größte Stadion hatte eine Maximalkapazität von 50.000 Zuschauern. Die Austragungsstätten waren:
- Al-Zayed Sports Center (مدينة زايد الرياضية) war das größte Stadion der VAE. Das 50.000 Zuschauer fassende Stadion wurde 1979 erbaut und war Austragungsstätte der Golfpokale von 1982 und 1994 sowie der Fußball-Asienmeisterschaft 1996. In diesem Stadion wurden zwei Vorrundenspiele und das Finale ausgetragen.
- Mohammed Bin Zayed Stadium (ستاد محمد بن زايد) war mit 24.800 Plätzen zweitgrößtes Stadion, in dem Spiele ausgetragen wurden. Dort wurden alle Spiele der Gruppe B sowie ein Halbfinalspiel ausgetragen.
- Al-Nuheyan Stadium (استاد آل نهيان) umfasste 12.000 Zuschauer und war Austragungsort der Spiele der Gruppe A sowie eines Halbfinalspiels.

## Teilnehmer
An der Endrunde nahmen folgende acht Mannschaften teil:
| - Bahrain - Irak - Katar - Kuwait | - Oman - Saudi-Arabien - Vereinigte Arabische Emirate - Jemen |

Sechs der acht Teilnehmer nahmen auch bei der Asienmeisterschaft im Juli desselben Jahres teil, lediglich Kuwait und der Jemen konnten sich nicht für die Endrunde qualifizieren.

## Auslosung der Gruppenphase
Die Auslosung der Gruppen fand am 18. September 2006 in Abu Dhabi statt. Gäste waren die Torschützenkönige Mubarak Mustafa (Katar, 1992), Hussain Said (Irak, 1979 und 1984), Ibrahim Zwayed (Bahrain, 1982), Fuad Amin (Saudi-Arabien, 1994), Jassem Al-Houwaidi (Kuwait, 1998), Hani Al-Dhabet (Oman, 2002) sowie der italienische Fußballweltmeister Fabio Cannavaro.
Der Gastgeber VAE und Titelverteidiger Katar wurde als Kopf der Gruppen A bzw. B gesetzt, danach wurde jeder Gruppe eine weitere der sechs verbliebenen Mannschaften zugelost. Die Auslosung ergab folgende Gruppenkonstellationen:
| Gruppe A | Gruppe B      |
| -------- | ------------- |
| V.A.E.   | Katar         |
| Jemen    | Bahrain       |
| Kuwait   | Irak          |
| Oman     | Saudi-Arabien |

## Spielmodus
Beim Golfpokal spielten die acht Mannschaften in zwei Phasen den Sieger aus. Insgesamt fanden 15 Spiele statt.

### Vorrunde
Je vier Mannschaften traten in zwei Gruppen im Meisterschaftssystem gegeneinander an, d. h. jede Mannschaft spielte einmal gegen jede andere Mannschaft der Gruppe. In der Gruppenphase zählte ein Sieg drei, ein Unentschieden einen Punkt, eine Niederlage brachte keine Punkte. In der Tabelle der jeweiligen Gruppe wurden die Punkte addiert.
Bei Punktgleichheit zweier Mannschaften entschied in der folgenden Reihenfolge über den Tabellenplatz und das Weiterkommen: die Tordifferenz und größere Anzahl erzielter Tore aus allen Gruppenspielen, die direkten Begegnungen der betreffenden Mannschaften (größere Anzahl der Punkte, Torverhältnis, erzielte Tore) oder das Los.

### Finalrunde
Im Halbfinale und im Finale wurde im K.-o.-System gespielt. Stand es bei den Spielen der Finalrunde nach der regulären Spielzeit von 90 Minuten unentschieden, kam es zur Verlängerung von zweimal 15 Minuten und eventuell (falls immer noch kein Sieger feststeht) zum Elfmeterschießen.

## Spielergebnisse

### Gruppe A
| Pl. | Land   | Sp. | S | U | N | Tore    | Diff. | Punkte |
| --- | ------ | --- | - | - | - | ------- | ----- | ------ |
| 1.  | Oman   | 3   | 3 | 0 | 0 | 006:300 | +3    | 09     |
| 2.  | VAE    | 3   | 2 | 0 | 1 | 006:500 | +1    | 06     |
| 3.  | Kuwait | 3   | 0 | 1 | 2 | 004:600 | −2    | 01     |
| 4.  | Jemen  | 3   | 0 | 1 | 2 | 003:500 | −2    | 01     |

|                 |   |        |           |
| 17. Januar 2007 |   |        |           |
| VAE             | – | Oman   | 1:2 (0:1) |
| Jemen           | – | Kuwait | 1:1 (1:0) |
| 20. Januar 2007 |   |        |           |
| Oman            | – | Kuwait | 2:1 (1:0) |
| VAE             | – | Jemen  | 2:1 (1:0) |
| 23. Januar 2007 |   |        |           |
| Jemen           | – | Oman   | 1:2 (1:1) |
| VAE             | – | Kuwait | 3:2 (2:2) |

### Gruppe B
| Pl. | Land          | Sp. | S | U | N | Tore    | Diff. | Punkte |
| --- | ------------- | --- | - | - | - | ------- | ----- | ------ |
| 1.  | Saudi-Arabien | 3   | 2 | 1 | 0 | 004:200 | +2    | 07     |
| 2.  | Bahrain       | 3   | 1 | 1 | 1 | 004:400 | ±0    | 04     |
| 3.  | Irak          | 3   | 1 | 1 | 1 | 002:200 | ±0    | 04     |
| 4.  | Katar         | 3   | 0 | 1 | 2 | 002:400 | −2    | 01     |

|                 |   |               |           |
| 18. Januar 2007 |   |               |           |
| Saudi-Arabien   | – | Bahrain       | 2:1 (1:1) |
| Katar           | – | Irak          | 0:1 (0:1) |
| 21. Januar 2007 |   |               |           |
| Irak            | – | Bahrain       | 1:1 (1:1) |
| Katar           | – | Saudi-Arabien | 1:1 (1:0) |
| 24. Januar 2007 |   |               |           |
| Irak            | – | Saudi-Arabien | 0:1 (0:1) |
| Katar           | – | Bahrain       | 1:2 (1:1) |

### Halbfinale
|                              |   |         |           |
| 27. Januar 2007 in Abu Dhabi |   |         |           |
| Oman                         | – | Bahrain | 1:0 (0:0) |
| 27. Januar 2007 in Abu Dhabi |   |         |           |
| Saudi-Arabien                | – | VAE     | 0:1 (0:0) |

### Finale
Die Gastgeber gewannen das Finale gegen den Oman durch einen Treffer von Ismael Mattar in der 72. Spielminute. Für die VAE war es der erste Golfpokal-Titel. Geleitet wurde die Partie von dem slowakischen Schiedsrichter Ľuboš Micheľ.
|                              |   |     |           |
| 30. Januar 2007 in Abu Dhabi |   |     |           |
| Oman                         | – | VAE | 0:1 (0:0) |

## Ehrungen
Bester Spieler

 Ismael Mattar
Bester Torwart

 Ali al-Habsi
Beste Torschützen
- 5 Tore:
  -  Ismael Mattar
- 3 Tore:
  -  Yassir al-Qahtani
- 2 Tore:
  -  A'ala Hubail
  -  Hawar Mulla Mohammed
  -  Bader al-Mutawa
  -  Imad Ali